# Amy Brooke
Pour les articles homonymes, voir Brooke.
Amy Brooke, née le 25 juin 1988 à Chicago (Illinois), est une actrice de films pornographiques américaine.

## Biographie
Amy Brooke était une cheerleader dans son lycée. Elle travaille ensuite dans le marketing management pour une société de carte de crédit. Elle commence dans l'industrie pornographique en 2009 à l'âge de 21 ans.
Elle réalise des performances pour Porn.com.

## Récompenses et nominations
- 2011 : AVN Award – Most Outrageous Sex Scene - Enema Boot Camp
- 2011 : AVN Award nommée – Most Outrageous Sex Scene - The Perfect Secretary: Training Day
- 2011 : AVN Award nommée– Best Anal Sex Scene  - Up Skirts 2
- 2011 : AVN Award nommée – Best New Starlet
- 2011 : XRCO Award nommée – Superslut
- 2011 : XBiz Award nommée – New Starlet of the Year[3]
- 2012 : remporte la troisième place du mannequin du mois chez Immoral Productions[4]

## Filmographie
Elle joue dans le volume 8 de Fluffers.